# Eldon (Iowa)
Eldon és una població dels Estats Units a l'estat d'Iowa. Segons el cens del 2000 tenia 998 habitants.

## Demografia
Segons el cens del 2000, Eldon tenia 998 habitants, 438 habitatges, i 275 famílies. La densitat de població era de 341 habitants/km².
Dels 438 habitatges en un 29,2% hi vivien nens de menys de 18 anys, en un 51,1% hi vivien parelles casades, en un 8% dones solteres, i en un 37% no eren unitats familiars. En el 31,7% dels habitatges hi vivien persones soles el 18% de les quals corresponia a persones de 65 anys o més que vivien soles. El nombre mitjà de persones vivint en cada habitatge era de 2,28 i el nombre mitjà de persones que vivien en cada família era de 2,91.
Per edats la població es repartia de la següent manera: un 25,3% tenia menys de 18 anys, un 6% entre 18 i 24, un 27,4% entre 25 i 44, un 24,2% de 45 a 60 i un 17,1% 65 anys o més.
L'edat mediana era de 39 anys. Per cada 100 dones de 18 o més anys hi havia 92,3 homes.
La renda mediana per habitatge era de 26.950 $ i la renda mediana per família de 37.250 $. Els homes tenien una renda mediana de 29.261 $ mentre que les dones 20.573 $. La renda per capita de la població era de 14.495 $. Entorn de l'11,4% de les famílies i el 15,5% de la població estaven per davall del llindar de pobresa.

## Poblacions més properes
El següent diagrama mostra les poblacions més properes.